# José A. Fassardi (Paraguay)
José Fassardi, coloquialmente Fassardi, es una ciudad paraguaya del Departamento de Guairá. Se encuentra al sur de la Cordillera de Ybytyruzú, a la cual se accede por la Ruta PY08. Su principal actividad es la explotación maderera, agrícola y ganadera.

## Historia
Hacia 1920 ya existían emprendimientos forestales en la zona, entre las que se destacaba una empresa llamada Fassardi Limitada S.A. Forestal y Agropecuaria, fundada por el empresario italiano Don José Fassardi (Giuseppe Fassardi). Don Fassardi, uno de los pioneros de la industria de la madera, adquirió gran parte del territorio que ocupa hoy la ciudad. 
La empresa tenía obrajes en Caazapá, San Juan Nepomuceno y Yuty, y aserraderos en Abai. Para el transporte de rollizos desde el obraje hasta los aserraderos, se construyeron las vías para conectarlo al Ferrocarril Carlos Antonio López, lo cual dio origen a la Estación ferroviaria en el kilómetro 37, posteriormente llamada "Estación Fassardi". El proyecto y ejecución del tendido de las vías y la mano de obra estuvo a cargo del Ejecutivo Paraguayo al estar la traza de las vías en tierras fiscales. 
Los primeros pobladores llegaron en 1927 y se asentaron de manera informal y precaria. Algunos de los primeros colonos eran de  Italia y los demás de Asunción.
La firma Fassardi Limitada se dedicaba a la producción de madera terciada, rollizos, cajas de madera y papel de eucalipto. La producción se destinaba al mercado interno y a la exportación, principalmente a Argentina y países de Europa.
La empresa instaló un moderno aserradero a vapor en el kilómetro 37. Las fábricas fueron construidas por la empresa con mano de obra propia y fue contemporánea a las anteriores. Para la instalación y funcionamiento de las máquinas, se contrató a una empresa inglesa que proveyó las calderas y las máquinas a vapor. Las paredes de la fábrica tienen la particularidad de tener 60 centímetros de espesor y estar compuestas por rocas basálticas. Se agregó en una etapa posterior una quinta nave destinada a la producción de papel de eucalipto. Para tal propósito, se importaron los plantines de Australia y Nueva Guinea. 
El aserradero funcionó por varios años y su administración pasó luego a los sucesores de José Fassardi. La inestabilidad política y económica del país sumada a nuevas barreras proteccionistas de los países de la región, generaron una crisis financiera que terminó en la disolución de la empresa. En su época dorada, la empresa contaba con una flota de 36 barcos para el transporte de los rollos de madera que hacían el viaje de Asunción a Buenos Aires, siete barcos de ultramar para llevar los rollos a los puertos de Europa y dos remolcadores, estos últimos cumplían funciones en el puerto de Buenos Aires.

## Geografía
Tiene bosques altos y continuos, aunque la actividad rural ha causado gran deforestación. Presenta tierras altas y quebradas y con fuertes pendientes. Se encuentra regado por los arroyos Pirapó Guazú y Pirapomí.
Fassardi limita al norte con la Cordillera del Ybytyruzu, la cual lo separa de Colonia Independencia y Paso Yobai; al sudeste con el Departamento de Caazapá, y al oeste con Garay.

## Clima
La temperatura media anual es de 18 °C ; su máxima en verano asciende a 39 °C y en invierno suele llegar a 0 °C. Su clima en general es templado subtropical húmedo.
Llueve abundantemente en los meses de Octubre y Noviembre. Julio y Agosto, son los meses más secos; los otros meses mantienen un promedio de 138 mm de precipitaciones que llegan una media anual de 1.600 mm.

## Economía
Sus habitantes se dedican a la agricultura y ganadera de subsistencia. La explotación forestal y de yerba mate, relacionada con la del Departamento de Caaguazú, hizo que la vía del tren pasara de oeste a este por gran parte de Guairá. La deforestación ha sido rigurosa con la vegetación, especialmemte al Nordeste y Sudeste, donde antiguamente funcionaban los aserraderos. 
En el ámbito turístico, las bellezas naturales que bordean la Cordillera del Ybytyruzu, se encuentran preparadas para la realización de safaris silvestres y paseos.

## Infraestructura
Su principal vía de transporte constituye la Ruta PY08, también dispone de extensos caminos empedrados y de tierra, por medio de los cuales se busca el acceso a las vías pavimentadas para facilitar el transporte de cargas y de personas. También cuenta con ómnibus modernos para los viajes a la capital del país y a los otros departamentos, para los traslados internos cuentan con ómnibus de menor capacidad, y también con pistas de aterrizaje para aviones pequeños.
Los demás caminos internos se encuentran enripiados y terraplenados, facilitando la intercomunicación de los distritos. Los servicios de transporte aéreo se cumplen con pistas de aterrizajes privadas. Se beneficia con los servicios telefónicos de Copaco y los de telefonía celular, además cuenta con varios medios de comunicación y a todos los distritos llegan los diarios capitalinos.
Para llegar al distrito de Fassardi desde Asunción, se debe tomar la Ruta PY02 y luego la Ruta PY08. Se llega a la ciudad de Villarrica, continuando por Ñumi, luego Garay, y por último a Fassardi. Dista aproximadamente a 48 km de la capital departamental.